# Parafreutreta retisparsa
Parafreutreta retisparsa är en tvåvingeart som beskrevs av Munro 1939. Parafreutreta retisparsa ingår i släktet Parafreutreta och familjen borrflugor. Inga underarter finns listade i Catalogue of Life.